# Bell Gardens
Bell Gardens, fundada en 1961, es una ciudad ubicada en el condado de Los Ángeles en el estado estadounidense de California. En el año 2000 tenía una población de 44,054 habitantes y una densidad poblacional de 6,842.2 personas por km².

## Geografía
Bell Gardens se encuentra ubicada en las coordenadas 33°58′5″N 118°9′22″O / 33.96806, -118.15611. Según la Oficina del Censo, la ciudad tiene un área total de 6,44 km² (2,5 mi²), de la cual 6,44 km² (2,5 mi²) es tierra y 0 km² (0 mi²) (0%) es agua.

### Localidades adyacentes
El siguiente diagrama muestra a las localidades en un radio de 16 kilómetros (9,9 mi) de .

## Demografía
Según la Oficina del Censo en 2000 los ingresos medios por hogar en la localidad eran de $30,597, y los ingresos medios por familia eran $30,419. Los hombres tenían unos ingresos medios de $21,151 frente a los $16,461 para las mujeres. La renta per cápita para la localidad era de $8,415. Alrededor del 27.3% de la población estaban por debajo del umbral de pobreza.

## Educación
El Distrito Escolar Unificado de Montebello sirve a partes de Bell Gardens.
Cada escuela pública en Bell Gardens tiene una granja urbana dirigida por miembros del Environmental Garden Club, un programa extraescolar.

## Personas destacadas
- Tim Buckley, músico estadounidense
- Eddie Cochran, músico estadounidense
- John Force, piloto/campeón de coches divertidos de la NHRA
- Ricardo Lara, 8vo Comisionado de Seguros de California
- Cristina García, Asamblea del Estado de California del distrito 58